# Saint-Sulpice-de-Faleyrens
Saint-Sulpice-de-Faleyrens è un comune francese di 1 606 abitanti situato nel dipartimento della Gironda nella regione della Nuova Aquitania.

## Società

### Evoluzione demografica
Abitanti censiti